# 13559 Werth
13559 Werth (1992 RD1) là một tiểu hành tinh vành đai chính được phát hiện ngày 4 tháng 9 năm 1992 bởi L. D. Schmadel và F. Borngen ở Tautenburg.